# Glypta albanica
Glypta albanica är en stekelart som beskrevs av Heinrich Habermehl 1926.
Glypta albanica ingår i släktet Glypta och familjen brokparasitsteklar. Inga underarter finns listade i Catalogue of Life.